# 多萝西·华兹华斯
多萝西·梅·安·华兹华斯（Dorothy Mae Ann Wordsworth；1771年12月25日—1855年1月25日）是一名英国作家、诗人。她是浪漫主义诗人威廉·华兹华斯的妹妹，两人成年后关系也很好。

## 生平
她于1771年圣诞节出生在坎伯兰郡的科克茅斯。1783年，他们的父亲去世，孩子们被送去与各种亲戚住在一起，多萝西被单独送到西约克郡哈利法克斯的姨妈伊丽莎白·斯雷凯尔德（Elizabeth Threlkeld）家。1790年代与威廉团聚之后，二人形影不离。最初他们生活很贫困，经常向朋友乞讨旧衣服穿。
多萝西·华兹华斯的作品主要是日记，她也写诗，但对成为一名大诗人没有太大兴趣。她在1803年曾想出版她的《苏格兰旅行回忆录》（Recollections of a Tour Made in Scotland, A. D. 1803），但没有找到出版商 ，这本书直到1874年才出版。
1818年，她写过一篇攀登斯科費爾峰的日记，这部作品于1822年被威廉（未注明出处）用于他的湖区指南中，哈丽特·马蒂诺在她的指南（1876年第四版）也用到了同样的作品。这两部指南当时都很出名，因此19世纪湖区的游客可能都读过这部作品。
她从未结过婚，在威廉1802年与玛丽·哈钦森结婚后，她与他们同住一起。31岁的多萝西自认为太老了，不适合结婚。1829年，她得了重病，留下终身伤残。1855年，她在安布赛德附近去世，享年83岁。
她的《格拉斯米尔日记》（Grasmere Journal）于1897年出版，描述了她在湖区的日常生活和塞缪尔·泰勒·柯勒律治、沃尔特·司各特、查爾斯·蘭姆、罗伯特·骚塞等人物。